# 太平洋同盟

太平洋同盟のロゴ

太平洋同盟（スペイン語: Alianza del Pacífico）は、ラテンアメリカの経済統合を目指す組織である。現在の加盟国は、チリ、コロンビア、メキシコ、ペルーである。コスタリカは加盟手続き中。組織の目標は、自由貿易と経済統合だけでなく、域内のビザなし渡航や共通外交政策も目指している。2011年4月当時のペルー大統領であったアラン・ガルシアがリマで首脳会議を行い呼びかけたことで設立された。
オブザーバーのうちコスタリカとパナマは本加盟を前提とした参加をしている。
組織には、官僚主義的な構造は存在せず、本部は加盟国の間で持ち回りで移動している。

## 参加国

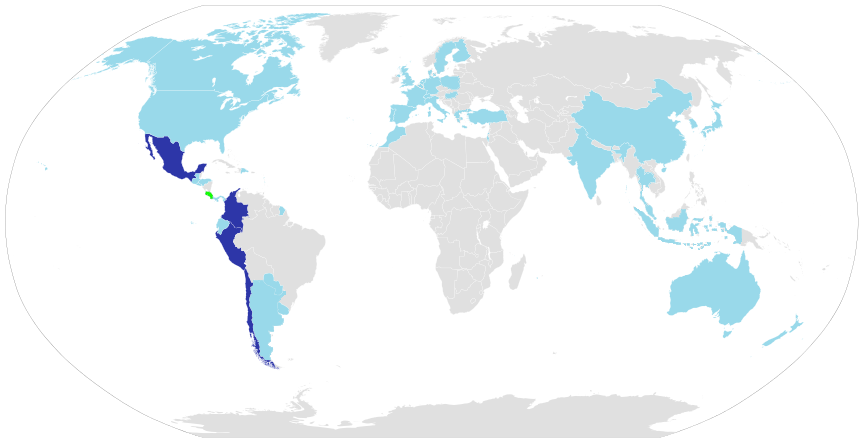
加盟国
オブザーバー
加盟交渉 (2015)

以下、加盟国及びオブザーバー国の一覧。

### 加盟国
- チリ
- コロンビア
- メキシコ
- ペルー

### オブザーバー
- アルゼンチン[2]
- オーストラリア[3]
- オーストリア
- ベルギー
- カナダ
- 中国
- コスタリカ (本加盟を前提とした参加)
- デンマーク
- ドミニカ国
- ドミニカ共和国
- エクアドル
- エルサルバドル
- フィンランド
- フランス
- ジョージア[4]
- ドイツ
- ギリシャ
- グアテマラ
- ハイチ
- ホンジュラス
- ハンガリー
- インド
- インドネシア
- イスラエル
- イタリア
- 日本
- モロッコ
- オランダ
- ニュージーランド
- パナマ (本加盟を前提とした参加)
- パラグアイ
- ポーランド
- ポルトガル
- シンガポール
- 韓国
- スペイン
- スウェーデン
- スイス
- タイ
- トリニダード・トバゴ
- トルコ
- イギリス
- アメリカ
- ウルグアイ